# Eccellenza Sardegna 2018-2019
Il campionato italiano di calcio di Eccellenza regionale 2018-2019 sarà la 28ª edizione del campionato di Eccellenza, quinta serie del campionato italiano di calcio e prima serie regionale. I 17 partecipanti dell'Eccellenza Sardegna 2018-2019 prenderanno parte alla Coppa Italia Dilettanti Sardegna 2018-2019.

## Stagione

### Novità
Il Guspini Terralba cambia denominazione in concomitanza con la fine dei lavori di ristrutturazione del campo comunale, tornando a chiamarsi dopo 3 anni Guspini Calcio. Il Bosa è stato ripescato dopo aver vinto i playoff, portando così la quota di squadre iscritte al campionato a 17 e tornando in Eccellenza dopo solamente un anno di assenza. Dalla Serie D, sopraggiungono in Eccellenza San Teodoro, Tortolì e Nuorese, quest'ultima dopo aver perso lo spareggio salvezza con il Lanusei.

## Squadre partecipanti
| Club             | Città            | Stadio                                   | Stagione precedente                |
| ---------------- | ---------------- | ---------------------------------------- | ---------------------------------- |
| Arbus            | Arbus (SU)       | Stadio Santa Sofia                       | 1º in Promozione Sardegna girone A |
| Atletico Uri     | Uri (SS)         | Campo Comunale Pintore - Caddeo (Olmedo) | 2º in Eccellenza Sardegna          |
| Bosa             | Bosa (OR)        | Stadio Comunale Italia                   | 3º in Promozione Sardegna girone B |
| Ferrini Cagliari | Cagliari         | Campo sportivo Piero Polese              | 11º in Eccellenza Sardegna         |
| Ghilarza         | Ghilarza (OR)    | Campo Comunale Walter Frau               | 10º in Eccellenza Sardegna         |
| Guspini          | Guspini (SU)     | Campo Comunale                           | 9º in Eccellenza Sardegna          |
| Monastir Kosmoto | Monastir (SU)    | Campo Comunale                           | 13º in Eccellenza Sardegna         |
| Muravera         | Muravera (SU)    | Campo Comunale                           | 7º in Eccellenza Sardegna          |
| Nuorese          | Nuoro            | Stadio Franco Frogheri                   | 15° in Serie D girone G            |
| Porto Rotondo    | Olbia (SS)       | Stadio Angelo Caocci                     | 1º in Promozione Sardegna girone B |
| San Teodoro      | San Teodoro (SS) | Campo comunale                           | 18° in Serie D girone G            |
| Samassi          | Samassi (SU)     | Campo Comunale                           | 6º in Eccellenza Sardegna          |
| Sorso            | Sorso (SS)       | Stadio La Piramide                       | 5º in Eccellenza Sardegna          |
| Stintino         | Stintino (SS)    | Campo Comunale Rocca Ruja                | 4º in Eccellenza Sardegna          |
| Taloro Gavoi     | Gavoi (NU)       | Campo Comunale Maristiai                 | 12º in Eccellenza Sardegna         |
| Tonara           | Tonara (NU)      | Campo sportivo Su Nuratze                | 8º in Eccellenza Sardegna          |
| Tortolì          | Tortolì (NU)     | Stadio Fra Locci                         | 17° in Serie D girone G            |

## Classifica finale
|  | Pos. | Squadra          | Pt | G  | V  | N  | P  | GF  | GS | DR  |
|  | ---- | ---------------- | -- | -- | -- | -- | -- | --- | -- | --- |
|  | 1.   | Muravera         | 76 | 32 | 23 | 7  | 2  | 111 | 39 | +72 |
|  | 2.   | Sorso            | 68 | 32 | 20 | 8  | 4  | 52  | 25 | +27 |
|  | 3.   | Nuorese          | 67 | 32 | 20 | 7  | 5  | 58  | 26 | +32 |
|  | 4.   | Atletico Uri     | 49 | 32 | 13 | 10 | 9  | 54  | 40 | +14 |
|  | 5.   | Guspini          | 47 | 32 | 12 | 11 | 9  | 51  | 42 | +9  |
|  | 6.   | Samassi          | 45 | 32 | 11 | 12 | 9  | 44  | 35 | +9  |
|  | 7.   | Taloro Gavoi     | 45 | 32 | 10 | 15 | 7  | 40  | 37 | +3  |
|  | 8.   | Bosa             | 43 | 32 | 12 | 7  | 13 | 42  | 56 | -14 |
|  | 9.   | Ghilarza         | 40 | 32 | 9  | 13 | 10 | 42  | 43 | -1  |
|  | 10.  | Monastir Kosmoto | 38 | 32 | 9  | 11 | 12 | 34  | 33 | +1  |
|  | 11.  | Arbus            | 38 | 32 | 8  | 14 | 10 | 38  | 43 | -5  |
|  | 12.  | Ferrini Cagliari | 37 | 32 | 10 | 7  | 15 | 44  | 54 | -10 |
|  | 13.  | Tonara           | 34 | 32 | 8  | 10 | 14 | 30  | 51 | -21 |
|  | 14.  | Porto Rotondo    | 31 | 32 | 7  | 10 | 15 | 42  | 56 | -14 |
|  | 15.  | Stintino         | 31 | 32 | 7  | 10 | 15 | 30  | 57 | -27 |
|  | 16.  | Tortolì          | 26 | 32 | 6  | 8  | 18 | 36  | 65 | -29 |
|  | 17.  | San Teodoro      | 17 | 32 | 4  | 6  | 22 | 34  | 80 | -46 |

Legenda
      Promossa in Serie D 2019-2020.
      Ammessa ai play-off nazionali.
  Partecipa ai play-off o ai play-out.
      Retrocessa in Promozione Sardegna 2019-2020
Note:
Tre punti a vittoria, uno a pareggio, zero a sconfitta.
In caso di arrivo di due o più squadre a pari punti, la graduatoria verrà stilata secondo la classifica avulsa tra le squadre interessate che prevede, in ordine, i seguenti criteri:
- Punti negli scontri diretti
- Differenza reti negli scontri diretti
- Differenza reti generale
- Reti realizzate in generale
- Sorteggio

### Play-off
|       | Risultati |         | Luogo, data e ora                |
| ----- | --------- | ------- | -------------------------------- |
| Sorso | 2 - 1     | Nuorese | Sorso, 27 aprile 2019, ore 16:00 |

### Play-out
|               | Risultati |               | Luogo, data e ora                   |
| ------------- | --------- | ------------- | ----------------------------------- |
| Porto Rotondo | 3 - 1     | Tonara        | Oristano, 28 aprile 2019, ore 15:30 |
| Tonara        | 0 - 1     | Porto Rotondo | Tonara, 5 maggio 2019, ore 15:30    |